# Озеро Зими
Озеро Зими (лат. Lacus Hiemalis) — невелике місячне море, розташоване в північно-західній частині видимої сторони Місяця, на території «Землі Снігів» (лат. Terra Nivium). Селенографічні координати об'єкта — 15°00′ пн. ш. 14°00′ сх. д. / 15.0° пн. ш. 14.0° сх. д., діаметр становить 50 км.